# خیرآباد (بیرجند)
خیرآباد یک منطقهٔ مسکونی در ایران است که در دهستان باقران واقع شده‌است.